# Marta Bastianelli
Marta Bastianelli (Velletri, Laci, 30 d'abril de 1987) fou una ciclista italiana, que combina tant la carretera com el ciclisme en pista. El seu major èxit el va aconseguir el 2007 quan, amb només 20 anys, es va convertir en Campiona del món en ruta.
El 2008 va ser suspesa durant dos anys per un positiu en un control.
El 2023 fa efectiva la seva retirada del ciclisme després de disputar el Giro d'Itàlia.

## Palmarès en ruta
- 2007
  -  Campiona del món en ruta
- 2013
  - Vencedora d'una etapa al Tour del Llenguadoc-Rosselló
- 2015
  - Vencedora d'una etapa al Giro de Toscana-Memorial Michela Fanini
- 2016
  - 1a al Giro de la Campània i vencedora de 3 etapes
  - 1a a l'Omloop van het Hageland
  - 1a al Gran Premi della Liberazione PINK
  - 1a a la Coppa Caivano
  - Vencedora de 2 etapes al Trofeu d'Or
- 2017
  - 1a al Gran Premi della Liberazione PINK
  - 1a al Gran Premi Bruno Beghelli
  - Vencedora d'una etapa a l'Emakumeen Euskal Bira
  - Vencedora d'una etapa al Giro d'Itàlia
- 2018
  -  Campiona d'Europa en ruta
  - Vencedora d'una etapa de la Setmana Ciclista Valenciana
  - 1a a la Gant-Wevelgem
  - 1a al Gran Premi de Dottignies
  - 1a a la Fletxa Brabançona
  - 1a al Trofeu Maarten Wynants
  - Vencedora d'una etapa del BeNe Ladies Tour
  - Vencedora d'una etapa del Giro de Toscana-Memorial Michela Fanini
  - 1a al Trofeu Oro in Euro
- 2019
  - 1a a l'Omloop van het Hageland
  - 1a al Tour de Drenthe
  - 1a al Tour de Flandes
  - 1a a la Gracia-Orlová, i vencedora de 2 etapes
  - 1 etapa de la Volta a Turíngia
  -  Campiona d'Itàlia de ciclisme en ruta
  - 1a al Postnord Vårgårda WestSweden RR
  - 1 etapa del Tour de l'Ardecha
  - 1a al Gran Premi Bruno Beghelli
- 2020
  - 1a a la Volta a la Comunitat Valenciana Fèmines
- 2021
  - 1 etapa de la Volta a Suïssa
  - 1a a la La Périgord Ladies
  - 1 etapa del Tour de l'Ardecha
  - 1 etapa del The Women's Tour
- 2022
  - 1a a la Volta a la Comunitat Valenciana Fèmines
  - 1 etapa de la Setmana Ciclista Valenciana
  - 1a al Gran Premi Elsy Jacobs i 1 vencedora d'una etapa
- 2023
  - 1a a la Le Samyn des Dames
  - Vencedora d'una etapa al Gran Premi Elsy Jacobs

### Resultats a les Grans Voltes

#### Giro d'Itàlia
- 2008: 9a
- 2011: 77a
- 2012: 53a
- 2013: 70a
- 2015: 58a
- 2016: 79a
- 2017: 81a, vencedora de la 9a etapa
- 2018: no surt a la 9a etapa
- 2021: 45a
- 2022: 40a
- 2023: 59a

#### Tour de França
- 2022: 61a

## Palmarès en pista
- 2010
  -  Campiona d'Itàlia en Persecució per equips